# NORTH OF EDEN (氷室京介の曲)
「NORTH OF EDEN」（ノース・オブ・エデン）は、氷室京介の楽曲。彼の29枚目のシングルとして2013年5月1日にワーナーミュージック・ジャパンから発売された。楽曲は森雪之丞が作詞、氷室が作曲を手掛けた。

## 概要
- 前作「WARRIORS」から約7ヶ月ぶりのリリース。本曲は、映画『藁の楯』の監督で、氷室のファンでもある三池崇史が彼に手紙で主題歌の制作を依頼したもので、楽曲も台本を読んだ上で書き上げたという[6]。
- 初回限定盤（WPZL-30625006）と通常盤（WPCLｰ11392）の2形態。初回限定盤には2012年に行われた『WARRIORS 〜CROSSOVER 12-13〜』の模様と、氷室と三池の対談映像を収録したDVDが同梱。

## 収録曲
1. NORTH OF EDEN (4:44)
  - 作詞：森雪之丞 / 作曲：氷室京介 / 編曲：Rob Cavallo（英語版）、氷室京介

ワーナー・ブラザース映画配給映画『藁の楯』主題歌

### DVD（初回限定盤のみ）
1. WARRIORS 〜CROSSOVER 12-13〜
2. 氷室京介×三池崇史 特別対談映像

## 収録アルバム
- KYOSUKE HIMURO 25th Anniversary BEST ALBUM GREATEST ANTHOLOGY

## ライブ映像作品
NORTH OF EDEN
- KYOSUKE HIMURO 25th Anniversary TOUR GREATEST ANTHOLOGY -NAKED-FINAL DESTINATION DAY-01
- KYOSUKE HIMURO 25th Anniversary TOUR GREATEST ANTHOLOGY -NAKED-FINAL DESTINATION DAY-02